# Odd Mom Out/Episodenliste
Diese Episodenliste enthält alle Episoden der US-amerikanischen Comedyserie Odd Mom Out, sortiert nach der US-amerikanischen Erstausstrahlung. Zwischen 2015 und 2017 entstanden in drei Staffeln insgesamt 30 Episoden mit einer Länge von jeweils etwa 22 Minuten.

## Übersicht
| Staffel | Episodenanzahl | Erstausstrahlung USA | Erstausstrahlung USA | Deutschsprachige Erstausstrahlung | Deutschsprachige Erstausstrahlung |
| Staffel | Episodenanzahl | Staffelpremiere      | Staffelfinale        | Staffelpremiere                   | Staffelfinale                     |
| ------- | -------------- | -------------------- | -------------------- | --------------------------------- | --------------------------------- |
| 1       | 10             | 8. Juni 2015         | 3. August 2015       | 3. Juni 2016                      | 5. August 2016                    |
| 2       | 10             | 20. Juni 2016        | 29. August 2016      | 6. Februar 2018                   | 6. März 2018                      |
| 3       | 10             | 12. Juli 2017        | 13. September 2017   |                                   |                                   |

## Staffel 1
Die Erstausstrahlung der ersten Staffel war vom 8. Juni bis zum 3. August 2015 auf dem US-amerikanischen Fernsehsender Bravo zu sehen. Die deutschsprachige Erstausstrahlung sendete der deutsche Free-TV-Sender Comedy Central vom 3. Juni bis zum 5. August 2016.
| Nr. (ges.) | Nr. (St.) | Deutscher Titel         | Originaltitel      | Erstausstrahlung USA | Deutschsprachige Erstausstrahlung (D) | Regie            | Drehbuch                                        | Zuschauer (USA) |
| ---------- | --------- | ----------------------- | ------------------ | -------------------- | ------------------------------------- | ---------------- | ----------------------------------------------- | --------------- |
| 1          | 1         | Der Aufbruch            | Wheels Up          | 8. Juni 2015         | 3. Juni 2016                          | Andy Fleming     | Jill Kargman, Julie Rottenberg & Elisa Zuritsky | 0,86. Mio.      |
| 2          | 2         | Adel verpflichtet       | Vons Have More Fun | 8. Juni 2015         | 3. Juni 2016                          | Andy Fleming     | Julie Rottenberg & Elisa Zuritsky               | 0,60. Mio.      |
| 3          | 3         | Aufnahmeprüfung         | Dying To Get In    | 15. Juni 2015        | 10. Juni 2016                         | Andy Fleming     | Jill Kargman                                    | 0,60. Mio.      |
| 4          | 4         | Omakase                 | Omakase            | 22. Juni 2015        | 17. Juni 2016                         | John Fortenberry | Will Graham                                     | 0,68. Mio.      |
| 5          | 5         | Ausflug nach Brooklyn   | Brooklandia        | 29. Juni 2015        | 24. Juni 2016                         | Jeff Melman      | Julie Rottenberg & Elisa Zuritsky               | 0,65. Mio.      |
| 6          | 6         | Hebamme wider Willen    | Midwife Crisis     | 6. Juli 2015         | 1. Juli 2016                          | Jeff Melman      | Julie Rottenberg & Elisa Zuritsky               | 0,75. Mio.      |
| 7          | 7         | Die Babyparty           | Sip 'N See         | 13. Juli 2015        | 15. Juli 2016                         | Michael LaHaie   | Julie Kraut                                     | 0,60. Mio.      |
| 8          | 8         | Die Nanny               | Staffing Up        | 20. Juli 2015        | 22. Juli 2016                         | John Fortenberry | Steve Rubinshteyn                               | 0,64. Mio.      |
| 9          | 9         | Lügen haben kurze Beine | The Truth Fairy    | 27. Juli 2015        | 29. Juli 2016                         | Tamra Davis      | Angie Day                                       | 0,59. Mio.      |
| 10         | 10        | Die Landung             | Wheels Down        | 3. Aug. 2015         | 5. Aug. 2016                          | Tamra Davis      | Jill Kargman, Julie Rottenberg & Elisa Zuritsky | 0,67. Mio.      |

## Staffel 2
Die Erstausstrahlung der zweiten Staffel war vom 20. Juni bis zum 29. August 2016 auf dem US-amerikanischen Fernsehsender Bravo zu sehen. Die deutschsprachige Erstausstrahlung sendete der deutsche Free-TV-Sender Nick vom 6. Februar bis zum 6. März 2018.
| Nr. (ges.) | Nr. (St.) | Deutscher Titel            | Originaltitel       | Erstausstrahlung USA | Deutschsprachige Erstausstrahlung (D) | Regie          | Drehbuch                                        | Zuschauer (USA) |
| ---------- | --------- | -------------------------- | ------------------- | -------------------- | ------------------------------------- | -------------- | ----------------------------------------------- | --------------- |
| 11         | 1         | Auf dem rechten Weg        | The High Road       | 20. Juni 2016        | 6. Feb. 2018                          | Alex Reid      | Jill Kargman, Julie Rottenberg & Elisa Zuritsky | 0,66 Mio.       |
| 12         | 2         | Der Fastentag              | Fasting and Furious | 27. Juni 2016        | 6. Feb. 2018                          | Alex Reid      | Julie Rottenberg & Elisa Zuritsky               | 0,58 Mio.       |
| 13         | 3         | Auf der Jagd nach Hamilton | Hamming It Up       | 11. Juli 2016        | 13. Feb. 2018                         | Alex Reid      | Julie Kraut                                     | 0,59 Mio.       |
| 14         | 4         | Der Führerschein           | Crushed             | 11. Juli 2016        | 13. Feb. 2018                         | Peter Lauer    | Will Graham                                     | 0,51 Mio.       |
| 15         | 5         | Paartherapie               | The O.D.D. Couple   | 18. Juli 2016        | 20. Feb. 2018                         | Peter Lauer    | Jill Kargman, Julie Rottenberg & Elisa Zuritsky | 0,74 Mio.       |
| 16         | 6         | Die perfekten Nachbarn     | Knock of Shame      | 25. Juli 2016        | 20. Feb. 2018                         | Peter Lauer    | Max Werner                                      | 0,59 Mio.       |
| 17         | 7         | Hanoi-Jill                 | Hanoi Jill          | 1. Aug. 2016         | 27. Feb. 2018                         | Alex Reid      | Angie Day                                       | 0,67 Mio.       |
| 18         | 8         | 40 ist das neue 70         | 40 Is the New 70    | 15. Aug. 2016        | 27. Feb. 2018                         | Michael LaHaie | Julie Rottenberg & Elisa Zuritsky               | 0,66 Mio.       |
| 19         | 9         | Ausflug in die Hamptons    | The Hamptons        | 22. Aug. 2016        | 6. März 2018                          | Michael LaHaie | Jill Kargman, Julie Rottenberg & Elisa Zuritsky | 0,70 Mio.       |
| 20         | 10        | Ode an die Freude          | Ode to Joy          | 29. Aug. 2016        | 6. März 2018                          | Gail Lerner    | Jill Kargman, Julie Rottenberg & Elisa Zuritsky | 0,79 Mio.       |

## Staffel 3
Die Erstausstrahlung der zweiten Staffel war vom 12. Juli bis zum 13. September 2017 auf dem US-amerikanischen Fernsehsender Bravo zu sehen.
| Nr. (ges.) | Nr. (St.) | Deutscher Titel | Originaltitel                | Erstausstrahlung USA | Deutschsprachige Erstausstrahlung (—) | Regie          | Drehbuch                   | Zuschauer (USA) |
| ---------- | --------- | --------------- | ---------------------------- | -------------------- | ------------------------------------- | -------------- | -------------------------- | --------------- |
| 21         | 1         | —               | Frisky Business              | 12. Juli 2017        | —                                     | Peter Lauer    | Jill Kargman & Lara Spotts | 0,58 Mio.       |
| 22         | 2         | —               | Candle in the Windbag        | 19. Juli 2017        | —                                     | Alex Reid      | Jill Kargman & Lara Spotts | 0,59 Mio.       |
| 23         | 3         | —               | M.F.A. in B.S.               | 26. Juli 2017        | —                                     | Alex Reid      | Ally Musika                | 0,62 Mio.       |
| 24         | 4         | —               | Children in the Corn Pudding | 2. Aug. 2017         | —                                     | Alex Reid      | Lindsey Stoddard           | 0,60 Mio.       |
| 25         | 5         | —               | Jury Doody                   | 9. Aug. 2017         | —                                     | Michael LaHaie | Jill Kargman & Lara Spotts | 0,53 Mio.       |
| 26         | 6         | —               | Dadderall                    | 16. Aug. 2017        | —                                     | Michael LaHaie | Ally Musika                | 0,54 Mio.       |
| 27         | 7         | —               | Weber M.D.                   | 23. Aug. 2017        | —                                     | Alex Reid      | Jill Kargman & Lara Spotts | 0,46 Mio.       |
| 28         | 8         | —               | Star Grazing                 | 30. Aug. 2017        | —                                     | Peter Lauer    | Ally Musika                | 0,42 Mio.       |
| 29         | 9         | —               | Homo Erectus                 | 6. Sep. 2017         | —                                     | Peter Lauer    | Lindsey Stoddart           | 0,40 Mio.       |
| 30         | 10        | —               | Blood Bath                   | 13. Sep. 2017        | —                                     | Peter Lauer    | Jill Kargman & Lara Spotts | 0,43 Mio.       |